# آلة نفخ نحاسية
آلات نحاسية أو آلات النفخ النحاسية هي أربع آلات هي: البوق والبوق الفرنسي والمترددة والتوبا.

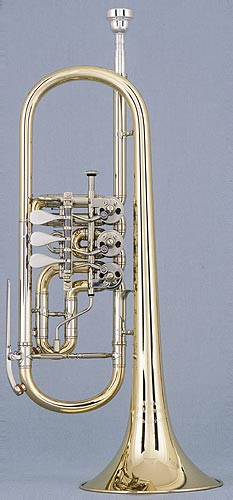
البوق

## بوق
مقال رئيسي: بوق
يرجع تاريخ هذه الآلة إلى الممالك القديمة وقد عثر عليها في الحفريات المصرية بالأقصر عام 1923، في مقبرة توت عنخ آمون الذي حكم مصر في منتصف القرن الرابع عشر قبل الميلاد.
والبوق هو أَحَدّ آلات النفخ النحاسية من حيث الطبقة الصوتية. وهو ذو صوت حاد وأشج ونفاذ. وللبوق ثلاث صِمَامات للحصول على عدد متغير من النغمات. والضغط على صمام واحد يعطى أحد عشر نغمة. ويضم الأوركسترا عادة ثلاث آلات بوق، وأهم ما يميز آلات البوق عن سواها من آلات النفخ النحاسية، أنها ذات أنابيب مستقيمة متوازية، وغالبية الأنابيب إسطوانية الشكل، وأنبوبتها الأخيرة مخروطية الشكل وتنساب في الاتساع تدريجيا حتى تنتهى بما يشبه الجرس.
ويوجد عدة أنواع من آلات البوق هي (سي بيمول) و (دو) و (لا)، ولكن النوع الأول هو المستعمل حاليا في الأوركسترا. وآلتي البوق (سي بيمول) و (لا) تعتبرا آلتي تحويل، أي أن النغمة المسموعة تختلف عن تلك المدونة.

## بوق فرنسي أو القرن
مقال رئيسي: بوق فرنسي
يرجع تاريخ البوق الفرنسي إلى المدنيات الشرقية القديمة حيث كانت تصنع من [وضح من هو المقصود ؟] الحيوان أو من العظام بعد ثقبها. أو من الأخشاب ثم من المعادن. وانتقلت هذه الآلة إلى البلاد العربية ومنها عرفنا البلاد الأوروبية حيث احتفظت باسمها العربي وهو (كورنو من قرن). وفي منتصف القرن الثامن عشر استطاع الموسيقى الألماني أنطون يوسف همبل عام 1753 عن طريق تغيير قطع الالتواءات المركبة منها الأنابيب للحصول على أصوات أكثر . وفي أأوائل القرن التاسع عشر أدخل على تلك الآلات بصفة عامة نظام الصمامات وسرعان ما تطورت إلى آلة حتى وصلت إلى شكلها الحالي. و آلات الكورنو ذات أنابيب طويلة ضيقة تكثر التواءاتها، وتنتهي بإنبوبة إسطوانية تتدرج في الاتساع حتى تنتهي ببوق على شكل جرس، وهي ذات ثلاثة صمامات.

## مترددة
مقال رئيسي: مترددة
يمكن تمييز المترددة بسهولة من شكلها والطريقة التي تعزف بها فهي تتكون من ثلاث أنابيب، ينتهى طرف الأنبوبة الأولى بالجزء الذي ينفخ فيه العازف، بينما تنتهي الأنبوبة الثالثة المخروطية الشكل بما يشبه الجرس. ويعتمد تغيير النغمات على مدى مهارة العازف، وتحكمه في قوة النفخ ومدى انزلاق الأنابيب بعضها داخل بعض. ويضم الأوركسترا عادة التي مترددة من طبقة الصادح، ومترددة من طبقة الجهير. و المترددة تطابق نغماتها المسموعة المكتوبة في المدونة الموسيقية.

## توبا
مقال رئيسي: توبا
التوبا هي أغلظ آلات النفخ النحاسية صوتا، وفيها أربع أو خمس صمامات، وتقوم في الفرق العسكرية مقام آلة الكونتراباص في الآلات الوترية. والتوبا تطابق نغماتها المسموعة ما هو مدون لها.